# 前420年代
| 千纪： | 前1千纪 |
| 世纪： | 前6世纪 \| 前5世纪 \| 前4世纪                                                                              |
| 年代： | 前450年代 \| 前440年代 \| 前430年代 \| 前420年代 \| 前410年代 \| 前400年代 \| 前390年代                    |
| 年份： | 前429年 \| 前428年 \| 前427年 \| 前426年 \| 前425年 \| 前424年 \| 前423年 \| 前422年 \| 前421年 \| 前420年 |

前420年代從前429年1月1日開始，於前420年12月31日結束。

## 大事记
- 前429年，秦躁公卒，弟秦懷公嗣位。
- 前427年，晉大夫李悝行平糴法。
- 前426年，周考王嵬卒，子周威烈王午嗣位。衛公子亹殺國君衛昭公糾，嗣位，是為衛懷公。
- 前425年，秦大臣逼秦懷公自殺，其孫秦靈公嗣位。晉大夫趙襄子卒，侄孫趙浣嗣位，是為趙獻侯，建都中牟。趙襄子弟趙嘉逐趙浣，嗣位，是為趙桓子，遷都代邑。晉大夫韓康子韓虎卒，子韓武子韓啟章嗣位。
- 前424年，晉大夫趙桓子趙嘉卒，國人殺其子，迎立趙浣。鄭共公卒，子鄭幽公嗣位。
- 前423年，晉大夫韓武子韓啟章攻鄭，殺鄭幽公。鄭人立幽公弟鄭繻公。
- 前422年，晉幽公被夫人秦嬴所殺，子晉烈公止嗣位。雅典執政官克列翁戰死，斯巴達大將伯勒西達斯亦戰死。
- 前421年，晉大夫韓武子韓啟章修築都城平陽。晉大夫趙獻侯趙浣築泫氏城。
- 前421年，雅典向斯巴達乞和，訂五十年休戰條約，第一次伯羅奔尼撒戰爭结束。

## 出生
- 前427年，希臘哲學家柏拉圖生。

## 逝世
- 前429年，雅典執政官伯里克利卒，伯里克利時代終。克列翁繼任執政官。
- 前425年，希臘史學家希羅多德卒，西洋學者尊之為歷史之父。
- 前425年：陳李藍，歷史最早記載中最長壽中國人，他生於西周皇帝周成王統治時期，其壽命達597歲，所以人稱「小彭祖」。